# 기타하라 하쿠슈

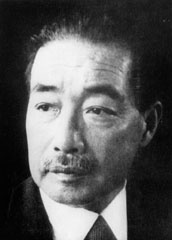
기타하라 하쿠슈

기타하라 하쿠슈(일본어: 北原 白秋 きたはら はくしゅう[*], 1885년 1월 25일 ~ 1942년 11월 2일)는 일본의 시인・가인이다. 본명은 류키치. 후쿠오카현 출신. 와세다 대학 동문.

## 같이 보기
- 미키 로후 - 일본의 시인이자 비평가·동요 작가·작사가·수필가.
- 야마다 고사쿠 - 일본의 작곡가. 기타하라 하쿠슈가 작사한 곡을 다수 작곡했다.